# Mahatma García
Mahatma Chit-Bala García Avalos (Tepic, Nayarit, 28 de abril de 1989) es un artista marcial mixto mexicano que compite en la división de peso gallo. Fue campeón de peso gallo en Ultimate Warrior Challenge México.

## Carrera de artes marciales mixtas

### Carrera temprana
Mahatma inició su carrera a los 18 años de edad en promociones locales de su país, además de varias peleas en Combate Américas, teniendo una marca equilibrada de 13 victorias, 9 derrotas y 1 empate.

### Ultimate Warrior Challenge México
García debutó en UWC el 29 de julio de 2022 en UWC México 36 enfrentándose a Christian Rivas. Perdió la pelea por decisión unánime.
En su siguiente pelea, García enfrentó a Vicente Vargas el 2 de julio de 2023 en UWC México 45. Ganó la pelea por decisión unánime.

#### Campeonato de Peso Gallo de UWC
Más adelante, se ganó una oportunidad por el Campeonato de Peso Gallo de UWC (que entonces estaba vacante), enfrentándose a Juan Pablo González el 24 de noviembre de 2023 en UWC México 50. En un intenso duelo, Mahatma logra capturar el título tras vencer por decisión unánime.
En busca de un nuevo retador, García aceptó el desafio de Adrián Luna Martinetti y se anunció una pelea entre ambos para el 25 de febrero de 2024 en UWC México 51. Perdió la pelea por sumisión en el tercer asalto luego de no poder resistirse a una estrangulación, terminando así su reinado de 93 días de campeón.

## Campeonatos y logros
- Ultimate Warrior Challenge México
  - Campeonato de Peso Gallo de UWC (una vez)

## Récord de artes marciales mixtas
| Récord profesional | Récord profesional | Récord profesional |
| 27 peleas          | 15 victorias       | 11 derrotas        |
| ------------------ | ------------------ | ------------------ |
| Nocaut             | 5                  | 3                  |
| Sumisión           | 5                  | 6                  |
| Decisión           | 5                  | 2                  |
| Empate             | 1                  | 1                  |

| Resultado | Récord  | Oponente               | Método                            | Evento                                      | Fecha                    | Ronda | Tiempo | Localización        | Notas                                            |
| --------- | ------- | ---------------------- | --------------------------------- | ------------------------------------------- | ------------------------ | ----- | ------ | ------------------- | ------------------------------------------------ |
| Derrota   | 15–11–1 | Adrián Luna Martinetti | Sumisión (rear-naked choke)       | UWC México 51                               | 25 de febrero de 2024    | 3     | 4:35   | Tijuana             | Perdió el Campeonato de Peso Gallo de UWC.       |
| Victoria  | 15–10–1 | Juan Pablo González    | Decisión (unánime)                | UWC México 50                               | 24 de noviembre de 2023  | 5     | 5:00   | Tijuana             | Ganó el vacante Campeonato de Peso Gallo de UWC. |
| Victoria  | 14–10–1 | Vicente Vargas         | Decisión (unánime)                | UWC México 45                               | 2 de julio de 2023       | 3     | 5:00   | Tijuana             |                                                  |
| Derrota   | 13–10–1 | Cristhian Rivas        | Decisión (unánime)                | UWC México 36                               | 29 de julio de 2022      | 3     | 5:00   | Tijuana             |                                                  |
| Victoria  | 13–9–1  | Erick Montelongo       | Decisión (unánime)                | Combate Americas: Gutiérrez vs. Gibson      | 27 de septiembre de 2019 | 3     | 5:00   | Guadalajara         |                                                  |
| Derrota   | 12–9–1  | Antonio Ramírez        | Decisión (unánime)                | CHF: Hardcore Fighter 4                     | 23 de febrero de 2019    | 3     | 5:00   | Cancún              |                                                  |
| Victoria  | 12–8–1  | Manuel Torres          | Sumisión (heel hook)              | CHF: Hardcore Fighter 3                     | 3 de noviembre de 2018   | 2     | 5:00   | Cancún              |                                                  |
| Victoria  | 11–8–1  | Federico Betancourt    | Sumisión (rear-naked choke)       | Combate Americas: La Batalla de Guadalajara | 26 de octubre de 2018    | 1     | 0:59   | Guadalajara         |                                                  |
| Victoria  | 10–8–1  | Jesús Alberto Ramos    | TKO (golpes)                      | CHF: Hardcore Fighter 1                     | 23 de marzo de 2018      | 2     | 2:19   | Cancún              |                                                  |
| Derrota   | 9–8–1   | Mark de La Rosa        | Sumisión (rear-naked choke)       | Combate 15                                  | 30 de junio de 2017      | 1     | 2:29   | Ciudad de México    |                                                  |
| Empate    | 9–7–1   | José Alday             | Empate (dividido)                 | WTC 4: Alday vs. Garcia                     | 15 de octubre de 2016    | 3     | 2:36   | La Paz              |                                                  |
| Victoria  | 9–7     | Marco Beristain        | Sumisión (heel hook)              | All Rounder Fight Club 1                    | 3 de septiembre de 2016  | 3     | 5:00   | Mazatlán            |                                                  |
| Victoria  | 8–7     | Erick Montelongo       | Sumisión (guillotine choke)       | Combate Pacifico: MMA Exhibition            | 2 de abril de 2016       | 1     | 2:52   | Mazatlán            |                                                  |
| Victoria  | 7–7     | Alfredo González       | TKO                               | Noche de Knockout 2                         | 5 de febrero de 2016     | 3     | 0:10   | Puerto Vallarta     |                                                  |
| Derrota   | 6–7     | José Romo              | Sumisión (triangle choke)         | Invicto Brutal 2                            | 30 de octubre de 2015    | 1     | 2:03   | Culiacán            |                                                  |
| Victoria  | 6–6     | Caleb Nin              | Decisión (unánime)                | Xtreme Kombat 25                            | 30 de agosto de 2014     | 3     | 5:00   | Naucalpan de Juárez |                                                  |
| Derrota   | 5–6     | Masio Fullen           | Sumisión (kimura)                 | Fight Hard Championship 1                   | 6 de octubre de 2012     | 3     | 0:00   | Guadalajara         |                                                  |
| Derrota   | 5–5     | Gilberto Aguilar       | TKO (golpes)                      | Xtreme Kombat 11                            | 29 de abril de 2012      | 2     | 2:47   | Ciudad de México    |                                                  |
| Derrota   | 5–4     | Gerardo Morales        | KO (patadas a la cabeza y golpes) | Xtreme Kombat 7                             | 29 de enero de 2012      | 1     | 2:39   | Ciudad de México    |                                                  |
| Victoria  | 5–3     | Tadeo Fernández        | Sumisión (armbar)                 | Mazatlán Extreme Fighting                   | 15 de octubre de 2011    | 1     | 1:58   | Mazatlán            |                                                  |
| Derrota   | 4–3     | Carlo Medina           | Sumisión (rear-naked choke)       | Total Fight Championship 1                  | 28 de mayo de 2011       | 1     | N/A    | Guadalajara         |                                                  |
| Victoria  | 4–2     | Oscar Acosta           | TKO (golpes)                      | Warriors Fighter Life 9                     | 17 de diciembre de 2010  | 2     | 0:00   | Puerto Vallarta     |                                                  |
| Victoria  | 3–2     | Alfredo González       | KO                                | Warriors Fighter Life 4                     | 9 de abril de 2010       | 1     | 3:00   | Puerto Vallarta     |                                                  |
| Derrota   | 2–2     | Masio Fullen           | Sumisión (armbar)                 | Inevitable Fight Night                      | 12 de junio de 2009      | 3     | N/A    | Atotonilco el Alto  |                                                  |
| Victoria  | 2–1     | Daniel Ortiz           | TKO (golpes)                      | Black FC 5                                  | 19 de marzo de 2009      | 1     | 1:08   | Zapopan             |                                                  |
| Victoria  | 1–1     | Eduardo Gallardo       | Decisión (dividida)               | GEOC 2                                      | 13 de septiembre de 2008 | 3     | 5:00   | Puerto Vallarta     |                                                  |
| Derrota   | 0–1     | Robbie Guerrero        | TKO                               | Black FC 3                                  | 15 de mayo de 2008       | 3     | 3:42   | Zapopan             |                                                  |